# Зильберхаузен
Зильберхаузен (нем. Silberhausen) — община в Германии, в земле Тюрингия. 
Входит в состав района Айхсфельд. Подчиняется управлению Дингельштедт.  Население составляет 687 человек (на 31 декабря 2010 года). Занимает площадь 10,31 км².